# Tobias Frere-Jones

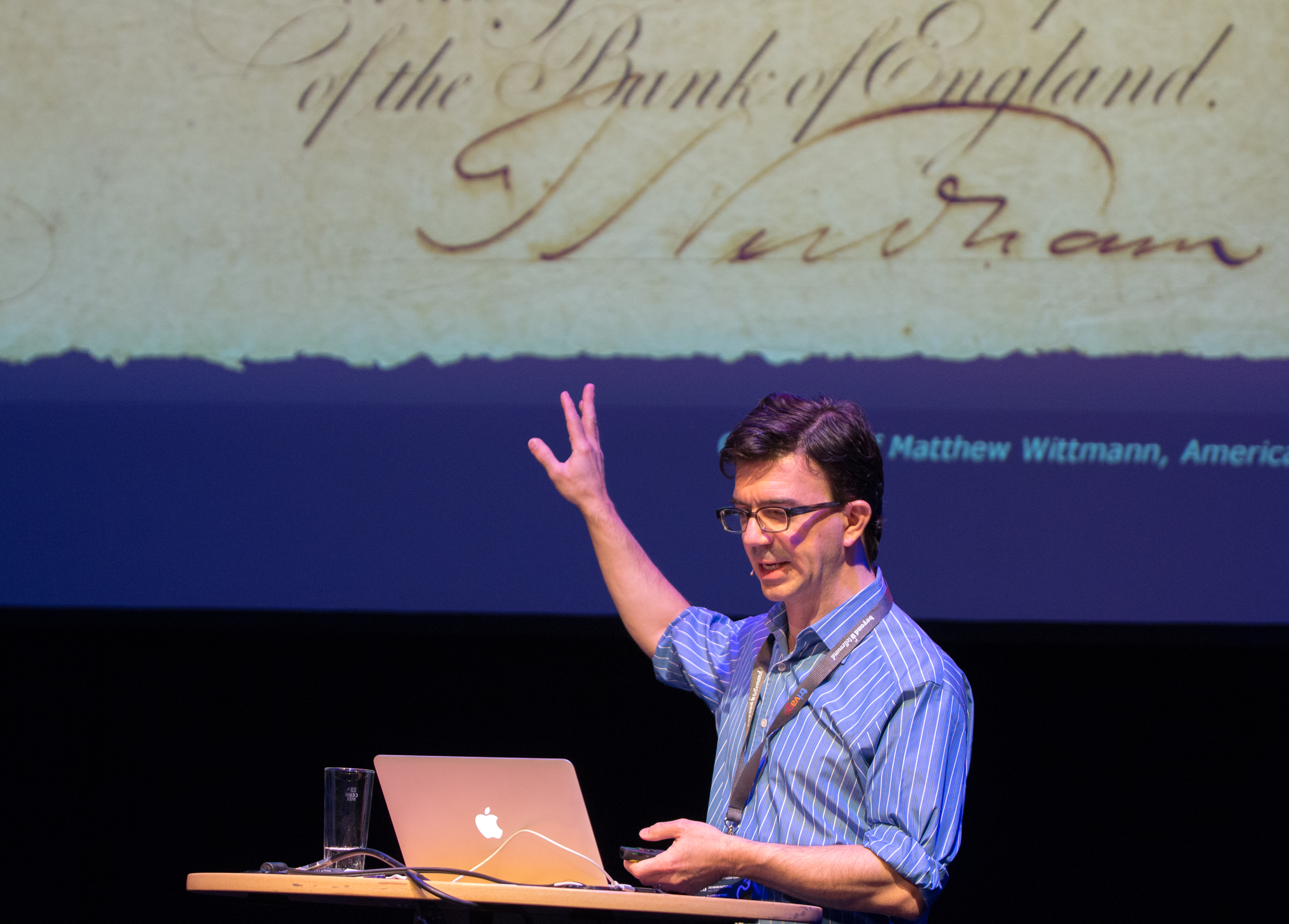
Frere-Jones 2015

Tobias Frere-Jones (Nova York, 1970) é um designer tipográfico estadunidense.

## Biografia
Filho de Elizabeth Frere e Robin Jones e proveniente de uma família de escritores, começou aos 14 anos de idade a exibir pinturas, esculturas e fotografias em galerias de Nova York.
As primeiras experiências no mundo da tipografia, acontecem aos 16 anos de idade, em 1986. A esta altura, desenhou o seu primeiro alfabeto, ganhou o prêmio "Alphabet Design Contest", na categoria "Best of Age", o concurso da Type Shop of New York.

### Contexto sócio-econômico
Durante os últimos 25 anos assistiu-se a uma extraordinária evolução nas tecnológias computacionais, o design gráfico foi uma das áreas onde esta transformação mais impacto teve. A partir do inicio da década de 1990, tornou-se possível um designer através de um computador executar todas as funções da sua competência até então.
A rápida expansão da internet nesta époc,a transforma a maneira como as pessoas comunicam e acedem à informação. Esta expansão, tornou alguns dependentes da internet afectando aspectos culturais e sociais. As experiencias no campo gráfico foram afectadas, tornando-se populares trabalhos baseados na abordagem às possibilidades computacionais.